# Nathan Fellows Dixon (Politiker, 1847)

Nathan Fellows Dixon

Nathan Fellows Dixon III (* 28. August 1847 in Westerly, Rhode Island; † 8. November 1897 ebenda) war ein US-amerikanischer Politiker (Republikanische Partei), der den Bundesstaat Rhode Island in beiden Kammern des Kongresses vertrat.

## Leben
Nathan Fellows Dixon setzte die politische Tradition seiner Familie fort. Bereits sein gleichnamiger Großvater war US-Senator gewesen; sein Vater, der ebenfalls den Namen Nathan Fellows Dixon trug, saß für Rhode Island im US-Repräsentantenhaus.
Nach dem Besuch der öffentlichen Schulen in Westerly sowie der Phillips Academy in Andover machte Dixon 1869 seinen Abschluss an der Brown University sowie 1871 an der Law School von Albany. Im selben Jahr wurde er in die Anwaltskammer aufgenommen und begann in seiner Heimatstadt zu praktizieren. Von 1877 bis 1885 war er als Nachfolger von Wingate Hayes Bundesstaatsanwalt für den Gerichtsbezirk Rhode Island.

## Politik
Als der Kongressabgeordnete Jonathan Chace im Januar 1885 sein Mandat niederlegte, um den Platz des verstorbenen Henry B. Anthony im Senat einzunehmen, trat Dixon seine Nachfolge im Repräsentantenhaus in Washington an. Allerdings beendete er lediglich dessen noch bis zum 3. März 1885 währende Amtsperiode; für die Wahl in den folgenden Kongress wurde er nicht aufgestellt.
Von 1885 bis 1889 saß Dixon danach im Senat von Rhode Island. Im April 1889 wurde er erneut zum Nachfolger von Jonathan Chace gewählt, diesmal nach dessen Rücktritt als US-Senator. Seine Amtszeit dauerte bis zum 3. März 1895; erneut war er kein Bewerber bei der folgenden Wahl. Er betätigte sich danach wieder als Jurist sowie im Bankgewerbe und verstarb 1897 in Westerly.